# Карп, Йохан
Йохан Роберт Карп (нидерл. Johan Robert Carp, 30 января 1897 — 25 марта 1962) — нидерландский яхтсмен, олимпийский чемпион.

## Биография
Родился в 1897 году в Нидерландской Ост-Индии. В 1921 году закончил Лейденский университет. Вскоре после этого стал вице-президентом компании «Fokker», которая из-за ограничений, наложенных Версальским мирным договором, была вынуждена перенести деятельность из Германии в Нидерланды, принял участие в разработке первого большого коммерческого самолёта. В 1926 году открыл собственную компанию в Нью-Йорке.
В 1920 году Йохан Карп принял участие в Олимпийских играх в Антверпене, где вместе с братом Бернардом и Петрюсом Вернинком на яхте «Oranje» завоевал золотую медаль в 6,5-метровом R-классе. В 1924 году принял участие в Олимпийских играх в Париже, где вместе с Антонеем Гейпином и Яном Вреде на яхте «Willem Six» завоевал бронзовую медаль в 6-метровом классе. В 1936 году Йохан Карп на яхте «De Ruyter» принял участие в Олимпийских играх в Берлине, также в 6-метровом классе, но на этот раз его яхта финишировала лишь 8-й.
Впоследствии Йохан Карп эмигрировал в Южную Африку.